# Reward
Reward — пятый студийный альбом уэльсской певицы и продюсера Cate Le Bon (Cate Timothy) из Бостона, изданный 24 мая 2019 года на лейбле Mexican Summer.

## Композиция
Reward погружается в «откровенный» арт-поп и представляет собой «буйный порыв» авант-поп музыки.

## Отзывы
| Совокупная оценка | Совокупная оценка |
| Источник          | Оценка            |
| ----------------- | ----------------- |
| AnyDecentMusic?   | 8.2/10            |
| Metacritic        | 87/100            |
| Оценки критиков   |                   |
| Источник          | Оценка            |
| AllMusic          | [ 6 ]             |
| Exclaim!          | 8/10              |
| Financial Times   | [ 7 ]             |
| The Guardian      | [ 8 ]             |
| Mojo              | [ 9 ]             |
| Pitchfork         | 8.4/10            |
| Q                 | [ 11 ]            |
| Rolling Stone     | [ 2 ]             |
| The Times         | [ 12 ]            |
| Uncut             | 9/10              |

Альбом получил положительные отзывы музыкальной критики и интернет-изданий. На сайте Metacritic, который присваивает средневзвешенную оценку из 100 баллов рецензиям ведущих изданий, альбом получил средний балл 87, основанный на 18 рецензиях.
Фред Томас из AllMusic отметил, что «Альбом просторный и удивительно сконструированный, со скрытыми отсеками для секретных звуков, которые, кажется, раскрываются при повторном прослушивании. Это самый вовлечённый, рискованный и удовлетворяющий материал Ле Бон до сих пор».

## Список композиций
| №  | Название                      | Длительность |
| -- | ----------------------------- | ------------ |
| 1. | «Miami»                       | 5:17         |
| 2. | «Daylight Matters»            | 4:18         |
| 3. | «Home to You»                 | 5:27         |
| 4. | «Mother's Mother's Magazines» | 4:17         |
| 5. | «Here It Comes Again»         | 3:24         |

| №                   | Название               | Длительность |
| ------------------- | ---------------------- | ------------ |
| 6.                  | «Sad Nudes»            | 3:08         |
| 7.                  | «The Light»            | 4:51         |
| 8.                  | «Magnificent Gestures» | 5:00         |
| 9.                  | «You Don't Love Me»    | 3:06         |
| 10.                 | «Meet the Man»         | 3:55         |
| Общая длительность: | Общая длительность:    | 42:43        |

## Чарты
| Чарт (2019)                           | Высшая позиция |
| ------------------------------------- | -------------- |
| Шотландия (Scottish Albums Chart)     | 32             |
| Великобритания (UK Albums Chart)      | 86             |
| США Heatseekers Albums (Billboard)    | 8              |
| США Independent Albums (Billboard)    | 32             |
| США Top Tastemaker Albums (Billboard) | 35             |